# Lucas Digne
Lucas Digne (Meaux, 20 de julho de 1993) é um futebolista francês que atua como lateral-esquerdo. Atualmente joga pelo  Aston Villa.

## Clubes
Integrou o Lille desde as categorias de base. Estreou na equipe principal no dia 26 de outubro de 2011.
No dia 17 de julho de 2013 foi apresentado oficialmente pelo Paris Saint-Germain como novo jogador do clube, onde optou por usar a camisa de número 21.
Em agosto de 2015, Lucas Digne foi emprestado para a Roma por uma temporada.
Já no dia 13 de julho de 2016, o Barcelona contratou o jogador por cinco temporadas, a um custo de 16,5 milhões de euros.

## Seleção Francesa
Fez parte da Seleção Francesa que sagrou-se campeão do Campeonato Mundial de Futebol Sub-20 de 2013. Estreou pela Seleção Principal, comandada por Didier Deschamps, no dia 6 de março de 2014, num amistoso contra a Holanda. Participou da Copa do Mundo FIFA de 2014.

## Títulos
Paris Saint-Germain
- Campeonato Francês: 2013–14, 2014–15
- Copa da França: 2014–15
- Copa da Liga Francesa: 2013–14, 2014–15
- Supercopa da França: 2013, 2014, 2015

Barcelona
- Campeonato Espanhol: 2017–18
- Copa do Rei: 2016–17, 2017–18
- Supercopa da Espanha: 2016
- International Champions Cup: 2017
- Troféu Joan Gamper: 2017

Seleção Francesa
- Campeonato Mundial de Futebol Sub-20: 2013